# Satellite Beach
Satellite Beach és una població dels Estats Units a l'estat de Florida. Segons el cens del 2000 tenia 9.577 habitants.

## Demografia
Segons el cens del 2000, Satellite Beach tenia 9.577 habitants, 3.952 habitatges, i 2.877 famílies. La densitat de població era de 1.553,7 habitants/km².
Dels 3.952 habitatges en un 26,8% hi vivien nens de menys de 18 anys, en un 60,3% hi vivien parelles casades, en un 9,2% dones solteres, i en un 27,2% no eren unitats familiars. En el 22,5% dels habitatges hi vivien persones soles el 10,7% de les quals corresponia a persones de 65 anys o més que vivien soles. El nombre mitjà de persones vivint en cada habitatge era de 2,42 i el nombre mitjà de persones que vivien en cada família era de 2,83.
Per edats la població es repartia de la següent manera: un 21,8% tenia menys de 18 anys, un 5,3% entre 18 i 24, un 23% entre 25 i 44, un 28,3% de 45 a 60 i un 21,5% 65 anys o més.
L'edat mediana era de 45 anys. Per cada 100 dones de 18 o més anys hi havia 92,3 homes.
La renda mediana per habitatge era de 55.571 $ i la renda mediana per família de 63.442 $. Els homes tenien una renda mediana de 42.079 $ mentre que les dones 28.259 $. La renda per capita de la població era de 27.181 $. Entorn del 2,7% de les famílies i el 4,5% de la població estaven per davall del llindar de pobresa.

## Poblacions més properes
El següent diagrama mostra les poblacions més properes.